# Weseli biedacy
Weseli biedacy (jid. Frejliche Kabconim) – polski film fabularny z 1937 roku w języku jidysz, wyprodukowany w wytwórni Kinor. Scenariusz został zamówiony u Mojżesza Brodersona, związanego z kabaretem Ararat, w filmie wystąpili komicy Araratu, Szymon Dżigan i Izrael Szumacher. Producentami filmu zostali Wincenty Tenenbaum i Saul Goskind. Weseli biedacy (niekiedy opatrywani podtytułem Z nędzy do pieniędzy) przygotowywani byli jako komercyjna komedia, mająca przynieść twórcom zarobek. Zrezygnowano ze zdjęć w studio, kręcąc ujęcia w prywatnych mieszkaniach. Sceny plenerowe nagrywano w Brzezinach i okolicy. Premiera odbyła się 24 marca 1937 roku w warszawskim kinie Fama (ul. Przejazd 9). Film nie cieszył się dużym wzięciem wśród dystrybutorów, gdyż jego dość krótki metraż (62 minuty) zmuszał do uzupełniania pokazów o dodatkowe materiały filmowe.

## Opis fabuły
Akcja toczy się w małym żydowskim miasteczku w Polsce. Miejscowy zegarmistrz i jego przyjaciel, krawiec, prowadzą filozoficzne rozmowy, szczególnie podczas spacerów. Podczas jednej z przechadzek ich uwagę zwraca tłusta plama na polu. Po dokładnym zbadaniu okazuje się, że to ropa. Bohaterowie snują plany dotyczące eksploatacji domniemanego złoża. Niestety, nie wiedzą, że wcześniej przejeżdżał tędy wóz wiozący nieszczelną kadź z naftą. Mimo że bohaterowie zamierzają wszystko utrzymać w tajemnicy, za sprawą żony jednego z nich dowiaduje się o tym całe miasteczko. Okoliczni mieszkańcy nagabują ich, chcąc przyłączyć się do interesu. Lokalny bogacz deklaruje inwestycję swojego kapitału w przedsięwzięcie naftowe, a amerykański turysta rozpoczyna starania o koncesję. Krawiec z zegarmistrzem próbując zorganizować pieniądze na ten cel, planują małżeństwo swoich dzieci – jeden z nich dzięki temu zaoszczędzi na posagu. Jednak w tym czasie córka zegarmistrza, dowiadując się o tym planie, ucieka z domu z wędrownym aktorem, kradnąc plany naftowego biznesu. Bohaterowie wyjeżdżają na jej poszukiwanie. W tym czasie również nie mogą odpędzić się od chętnych do ropy - nagabywani przez wędrownego sprzedawcę tłuką wszystkie butelki w sklepie jego kuzyna, przez co trafiają do szpitala psychiatrycznego. Gdy w końcu z niego wychodzą, okazuje się, że bogaty Amerykanin przebywający w tych okolicach w poszukiwaniu żony wykupił miejscowe pola. Po usilnych poszukiwaniach złóż, rozwiewają się wszelkie nadzieje spragnionych szybkiego zarobku - pod ziemią znajdują się tylko kamienie. Nie zniechęca ich to jednak, snują teraz plany uruchomienia kamieniołomu.

## Obsada
- Szymon Dżigan jako krawiec Kopl
- Izrael Szumacher jako zegarmistrz Naftali
- Jenna Lovic jako Gitele, córka zegarmistrza
- Anna Appel
- Maks Bożyk
- Maks Bryn
- Fela Garbarz
- Szmulik Goldsztejn
- Hersz Hart
- Leon Kaswiner
- Chana Lewin
- Symche Natan
- Menasze Oppenheim jako aktor
- Ruth Turkow
- Zygmunt Turkow